# Ray Muzyka
Ray Muzyka – kanadyjski przedsiębiorca, współzałożyciel i były dyrektor generalny firmy BioWare oraz wiceprezes i dyrektor generalny marki BioWare w Electronic Arts.

## Życiorys
W 1995 roku ukończył studia medyczne na Uniwersytecie Alberty i niedługo później wraz z Gregiem Zeschunkiem założył firmę BioWare. W 2008 roku firma została sprzedana Electronic Arts, w której Muzyka został wiceprezesem oraz dyrektorem generalnym dla marki BioWare. W roku 2011 (wraz z Gregiem Zechunkiem) został nagrodzony nagrodą specjalną przez Akademię Sztuk i Nauk Interaktywnych.
18 września 2012 odszedł z BioWare razem z Gregiem Zeschukiem, drugim współzałożycielem firmy.

## Projekty, w których brał udział
- Shattered Steel (Win, Mac, 1996)
- Wrota Baldura (Win, Mac, 1998)
  - Baldur’s Gate: Opowieści z Wybrzeża Mieczy (Win, Mac, 1999)
- MDK2 (Dreamcast, Win, 2000)
- Baldur’s Gate II: Cienie Amn (Win, Mac, 2000)
  - Baldur’s Gate II: Tron Bhaala (Win, Mac, 2001)
- MDK2: Armageddon (PS2, 2001)
- Neverwinter Nights (Win, Mac, 2002)
  - Neverwinter Nights: Shadows of Undrentide (Win, Mac, 2003)
  - Neverwinter Nights: Hordes of the Underdark (Win, Mac, 2003)
  - Neverwinter Nights: Kingmaker (Win, Mac, 2005)
- Star Wars: Knights of the Old Republic (Xbox, Win, Mac, 2003)
- Jade Empire (Xbox, 2005/Win, 2006)
- Mass Effect (Xbox 360, 2007/Win, 2008)
- Sonic Chronicles: The Dark Brotherhood (2008)
- Dragon Age: Początek (Win, Xbox 360, PlayStation 3, Mac, 2009)
- Mass Effect 2 (Xbox 360, Win, 2010)(PlayStation 3, 2011)
- Dragon Age II (Win, Xbox 360, PlayStation 3, 2011)
- Star Wars: The Old Republic (Win, 2011)
- Mass Effect 3 (Win, Xbox 360, PlayStation 3, Wii U 2012)